# Elody Oblath

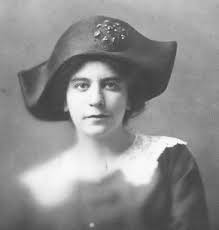
Elody Oblath nel 1911

Elody Oblath (Trieste, 2 dicembre 1889 – Trieste, 6 settembre 1971) è stata una scrittrice italiana.

## Biografia

### La famiglia
Nacque a Trieste il 2 dicembre 1889, ultima di cinque figli.
Il padre Samuel proveniva da un'agiata famiglia ungherese di religione ebraica. A sedici anni venne mandato a Trieste a fare fortuna e qui, in breve tempo, si conquistò una solida posizione nel commercio del caffè. La madre, Virginia Luzzatto, apparteneva ad una numerosa famiglia di origine veneta di solide tradizioni intellettuali. Elody ricevette la tipica educazione impartita alle giovani di buona famiglia: governanti, scuola di danza e di musica.

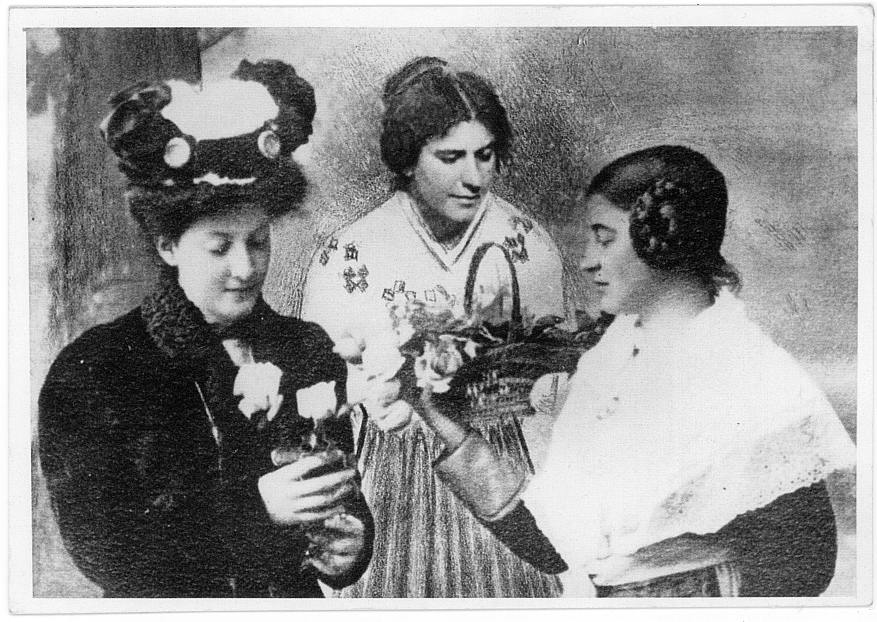
Elody Oblath: le tre amiche Luisa Carniel Slataper (Gigetta), Anna Pulitzer (Gioietta)

### Le radici culturali
Gli anni 1906-1908 sono i più significativi per la sua formazione: a questo periodo risalgono le sue amicizie più importanti che le consentono di allargare e di indirizzare i suoi interessi culturali.
Nel 1908 conobbe Scipio Slataper attraverso l'amica Anna Pulitzer (la Gioietta del Mio Carso). Agli anni 1909-1914 risale l'espistolario di Scipio Slataper Alle tre amiche (pubblicato postumo a cura di Giani Stuparich), ed Elody è una di esse insieme a Luisa Carniel (Gigetta), futura moglie di Scipio, e Anna Pulitzer. Delle tre amiche Elody è la più intellettuale, dimostrando di possedere un talento letterario che si manifesta soprattutto sotto forma di epistolario, di diario e di poesia.

### L'incontro con Stuparich e la maturazione

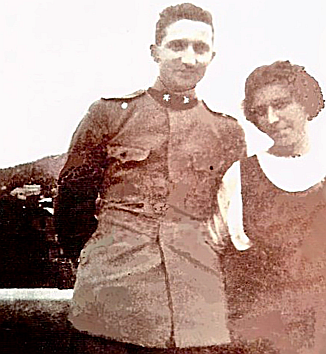
Elody con Giani Stuparich fidanzati, Sturla Genova 1916

Nel 1914 conobbe Giani Stuparich, amico di Slataper, che sposò nel 1919, dopo che egli fu tornato dalla prigionia.
Nel 1928, con l'aiuto del marito, cominciò a raccogliere e riordinare le sue carte, soprattutto lettere e diari, e scrisse le Note autobiografiche e confessioni, pubblicate postume, in cui l'autrice raccontava la sua vita spirituale e umana e il sodalizio con Luisa Carniel, Anna Pulitzer e Scipio Slataper.
Tra il 1928 e il 1943 scrisse una raccolta di poesie pubblicate in un primo momento con il titolo Notturni di maggio (1950) e dedicate al fratello di Giani, Carlo, morto nella prima guerra mondiale e in seguito con il titolo: Poesie e Notturni di maggio (1967).

### L'esperienza della guerra
Nel 1944 venne rinchiusa, per le sue origini ebraiche, insieme al marito Giani e alla suocera Gisella, nella Risiera di San Sabba. L'episodio drammatico viene ricordato nella poesia San Sabba (1944).
Nel 1951 le venne diagnosticata l'artrite reumatoide, malattia che l'avrebbe poi resa totalmente invalida. 
Tra le numerose persone che avvicinarono Elody nell'arco della sua vita, importante è l'amicizia degli ultimi anni con Carmen Bernt Furlani, con la quale rivisse il suo passato attraverso una fitta corrispondenza pubblicata postuma con il titolo L'ultima amica (1991).
Morì a Trieste il 6 settembre 1971 per le complicazioni della malattia cronica.

## Opere
- Notturni di maggio, Stabilimento Tipografico Nazionale, Trieste 1950;
- Poesie e Notturni di maggio, Arti Grafiche Smolars, Trieste 1967.

### Pubblicazioni postume
- Confessioni e Lettere a Scipio, a cura di Giusy Criscione, premessa di Giorgio Petrocchi, ritratto di Sergio Miniussi, Fogola Editore, Torino, 1979
- L'ultima amica Lettere a Carmen Bernt (1965-1970) a cura di Gabriella Ziani, presentazione di Mario Isnenghi, Il Poligrafo, Padova 1991;
- Lettere a Giani, a cura di Giusy Criscione, introduzione di Gian Marco Antignani, nota di Giuliano Manacorda, Officina Edizioni, Roma 1994.
  - riedizione Note autobiografiche e confessioni ( a cura di Giusy Criscione Dello Schiavo) Edizioni Università di Trieste, Trieste 2014

### Opere teatrali
- Lodì, tratto dalle opere di Elody Oblath, testo di Erica Mastrociani, progetto teatrale di Andreina Garella e Mario Fontanini. Rappresentato per la prima volta a Fontanellato-Parma, (1997).
- Vorrei incatenare la mia anima per non vederla più vagare, di Elsa Fonda, libero adattamento dalle lettere di Elody Oblath a Scipio Slataper, Teatro Cristallo, Trieste, 8 novembre 2004.
- Il Natale di Elody, ipotesi di dialogo tra Elody Oblath Stuparich e la sorella Elsa, testo di Giuliana Stecchina, Auditorium Civico Museo Revoltella, Trieste, ciclo i lunedì dello Schmidl 10 dicembre 2012.
- "Le mie lettere d'Amore", spettacolo di teatro e danza sui testi di "Alle tre amiche" di S. Slataper; "Confessioni e lettere a Scipio" e "Lettere a Giani" di Elody Oblath Stuparich;" Guerra del '15" di Giani Stuparich - Riduzione teatrale di V. Magnani, 26 gennaio 2014, Teatro Il Rossetti/Sala Bartoli Trieste
- "Anime inquiete a Trieste" di Sabrina Morena, spettacolo teatrale liberamente tratto dagli scritti di Scipio Slataper, Elody Oblath, Giani Stuparich, Bertha von Suttner, Caffè San Marco, Trieste, 17 dicembre 2014.